# Чернобай, Андрей Петрович
Андрей Петрович Чернобай (1917—1988) — лётчик-ас, участник Великой Отечественной войны, заместитель командира эскадрильи 875-го истребительного авиационного полка 274-й истребительной авиационной дивизии 1-го истребительного авиационного корпуса 3-й воздушной армии Калининского фронта, лейтенант. Герой Советского Союза.

## Биография
Родился 29 июля 1917 года в селе Андреево-Зорино Российской империи, ныне Березанского района Николаевской области Украины, в семье крестьянина. Украинец. Окончил 8 классов средней школы. В 1935 году окончил школу ФЗУ при Черноморском судостроительном заводе. Работал сварщиком и судосборщиком на Николаевским заводе. Учился летать в аэроклубе имени Леваневского.
В Красной Армии с 1938 года. В 1940 году окончил Одесскую военную авиационную школу лётчиков. Участник Великой Отечественной войны с июня 1941 года. Сражался на Калининском, Северо-Западном и Брянском фронтах. Член ВКП(б)/КПСС с 1942 года.
Заместитель командира эскадрильи 875-го истребительного авиационного полка лейтенант Андрей Чернобай к январю 1943 года совершил 90 боевых вылетов. В 40 воздушных боях лично сбил 11 и в группе 27 самолётов противника.
Указом Президиума Верховного Совета СССР «О присвоении звания Героя Советского Союза начальствующему составу Военно-Воздушных сил Красной Армии» от 22 февраля 1943 года за «образцовое выполнение боевых заданий командования на фронте борьбы с немецкими захватчиками и проявленными при этом отвагу и геройство» удостоен звания Героя Советского Союза с вручением ордена Ленина и медали «Золотая Звезда» (№ 815).
К августу 1943 года гвардии капитан А. П. Чернобай выполнил более 100 боевых вылетов, провёл более 40 воздушных боёв, сбил лично 16 и в группе 28 самолётов. В этом месяце был отозван с фронта и направлен на лётно-испытательную работу.
После войны лётчик-истребитель продолжал службу в ВВС СССР. С 1947 года майор Чернобай А. П. — в запасе. До 1956 года продолжал заниматься испытаниями самолётов.
Жил в городе Ленинграде, где и умер 21 марта 1988 года. Похоронен на Северном (Успенском) кладбище.

## Награды
- Награждён орденом Красного Знамени, двумя орденами Отечественной войны 1-й степени и медалями.